# Tractat de Londres (1839)
Al Tractat de Londres del 1839, també conegut amb el nom de Tractat dels XXIV articles, els Regne Unit dels Països Baixos, França, el Regne Unit, Àustria i Prússia reconeixen la independència de Bèlgica. És també la fi de dret del Regne Unit dels Països Baixos, que esdevé Regne dels Països Baixos.

## Contingut

### Territori

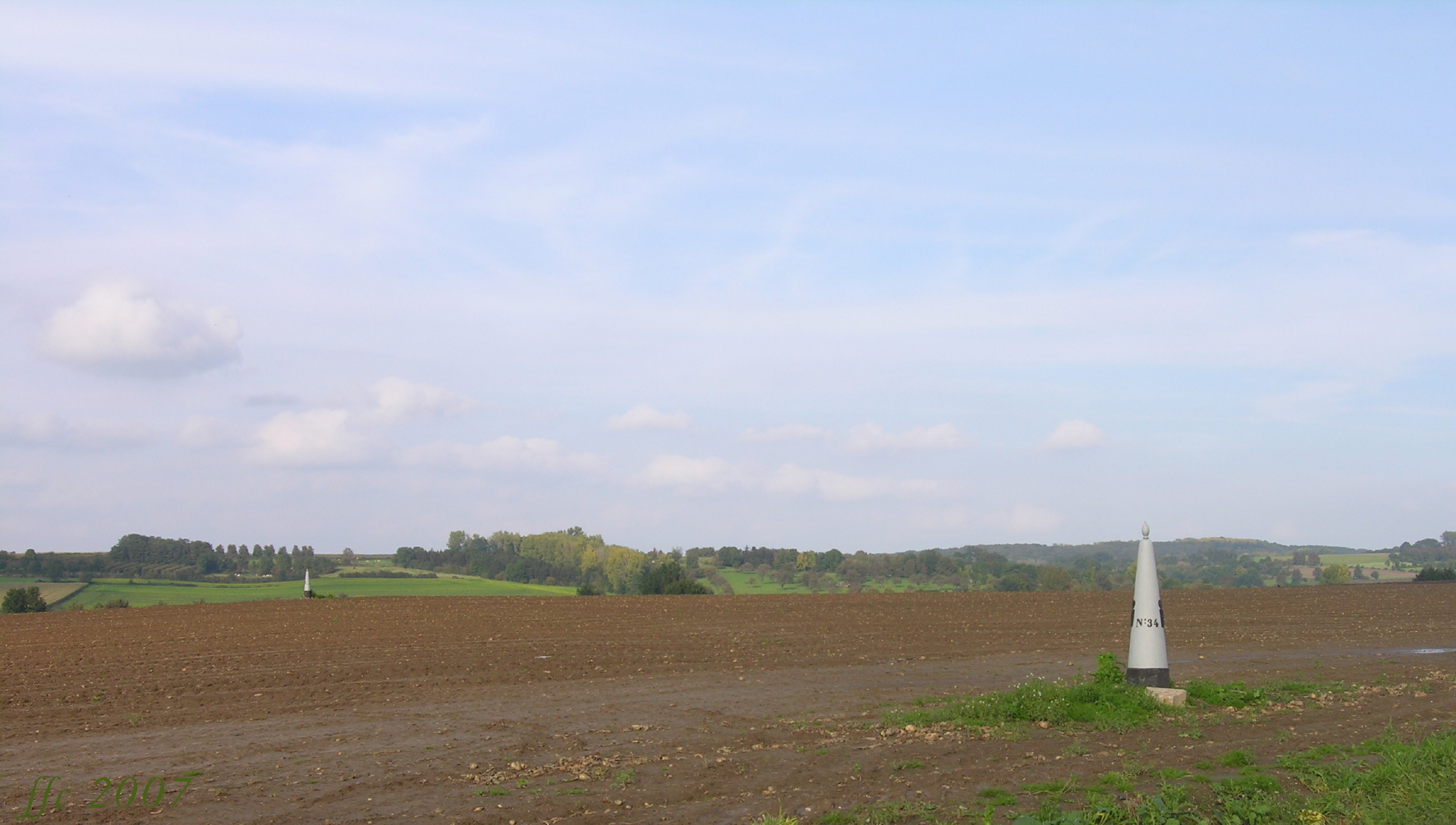
Dues fites que marquen la frontera belgo-neerlandesa entre Mesch i Moelingen

* La província de Limburg s'escindeix en dues parts. El territori al marge dret del Mosa i la ciutat de Maastricht tornen als Països Baixos.
- El ducat de Luxemburg s'escindeix en dues parts. La part occidental escau a Bèlgica i esdevé la província de Luxemburg, la resta roman un ducat independent, en ésser una unió personal del rei dels Països Baixos.
- Una comissió especial s'encarrega de delimitar les fronteres amb fites, quan no hi ha fronteres naturals el que sovint és el cas.

### Obligacions i drets
- Els habitants poden triar lliurement la seva nacionalitat
- Bèlgica té l'obligació de neutralitat en eventuals conflictes internacionals futurs.
- Els Països Baixos garanteixen l'accés lliure al port d'Anvers pel riu Escalda.
- Bèlgica pot construir als seus costs un ferrocarril a través del Limburg (Països Baixos): el Rin de Ferro.
- El Regne Unit serà el fiador de la neutralitat i de la seguretat de Bèlgica

## Després
- L'any 1890, la unió personal entre Luxemburg i els Països Baixos es trenca.
- En envair Bèlgica al 4 d'agost 1914, l'exèrcit prussià infringeix la neutralitat de Bèlgica. El Regne Unit declararà la guerra a Prússia conforme a la seva obligació. Aquest esdeveniment contribuirà a internacionalitzar el conflicte.
- Encara avui, el Rin de Ferro i l'apregonament de l'Escalda romanen un subjecte de negociacions dures entre ambdós Estats. El 2005, la Regió de Flandes va signar un nou Tractat d'Escalda amb els Països Baixos